# Автошлях Н 28
Автошля́х Н 28 — автомобільний шлях регіонального значення на території України. Проходить територією Чернігівської області через Чернігів — Городню — Сеньківку.

## Загальна довжина
Чернігів — Городня — Сеньківка — 71,4 км. До 9 серпня 2017 р. мав нумерацію Р 13.

## Маршрут
Автошлях проходить через такі населені пункти:
| Автошлях Н 28        |                               |
| Чернігівська область |                               |
| Чернігівський район  |                               |
| Чернігів             | E95 М01 Н27 Р56 Т 2501 Т 2506 |
| Новоселівка          |                               |
| Березанка            |                               |
| Киселівка            | Н27                           |
| Черниш               |                               |
| Седнів               |                               |
| Городнянський район  |                               |
| Смичин               |                               |
| Дібрівне             |                               |
| Політрудня           | Т 2512                        |
| Городня              |                               |
| Вокзал-Городня       | Т 2512                        |
| Ясенівка             |                               |
| Бутівка              |                               |
| Полісся              |                               |
| Гасичівка            |                               |
|                      | Т 2518                        |
| Сеньківка            |                               |